# SUPERMOON (HIROOMI TOSAKAの曲)
「SUPERMOON」（スーパームーン）は、日本の歌手・HIROOMI TOSAKA（登坂広臣）の第4弾シングルにして初のシングルCD。2019年4月10日にrhythm zoneからリリースされた。

## 概要
3枚の配信限定シングルを経て初のCDシングルとしてリリース。収録曲の「BLUE SAPPHIRE」は、劇場版『名探偵コナン 紺青の拳』の主題歌に起用され、ソロプロジェクトでの映画主題歌は初となる。
CDは、DVD付の初回限定盤、アニメジャケットのアニメ盤、通常盤の3形態で発売され、DVDには収録曲「BLUE SAPPHIRE」のミュージック・ビデオが収録される。また、メイキングはスマプラムービーに収録される。
2019年3月27日には登坂・コナン・怪盗キッドが描かれたアニメ盤のアニメジャケットと「BLUE SAPPHIRE」のミュージック・ビデオが公開された。
2019年5月24日に、スクリーンでしか聴けなかったエンディング用の「BLUE SAPPHIRE」のロングバージョン『BLUE SAPPHIRE 〜劇場版「名探偵コナン 紺青の拳」ver.〜』を配信限定でリリースした。
また、当楽曲は、映画公開から半年後の
2020年1月に初めてテレビ朝日系列のミュージックステーションで披露された。

## 収録曲

### CD
1. SUPERMOON [3:46]
作詞 - HIROOMI TOSAKA, SUNNY BOY / 作曲 - UTA, SUNNY BOY
2. BLUE SAPPHIRE [3:33] 
作詞 - YVES&ADAMS, STAND ALONE / 作曲 - STAND ALONE, Carlos Okabe, Yo-Sea
  - 劇場版『名探偵コナン 紺青の拳』主題歌
3. UNDER THE MOONLIGHT [3:53]
作詞 - HIROOMI TOSAKA / 作曲 - Joe Ogawa, Toru Ishikawa for Digz, Inc Group
4. SUPERMOON (Instrumental)
5. BLUE SAPPHIRE (Instrumental)
6. UNDER THE MOONLIGHT (Instrumental)

### DVD
1. BLUE SAPPHIRE (Music Video) [4:13]
  - BLUE SAPPHIRE - BEHIND THE SCENES - ※スマプラムービーでのみ視聴可能

## チャート成績
「SUPERMOON」はLINE MUSICなどの主要音楽配信チャート11部門で1位を獲得した。
また、「BLUE SAPPHIRE」はオリコンのデジタルシングルランキングでデイリー1位と週間2位を獲得し、Billboard Japanの「Billboard Japan Hot 100」で12位、「Top Download Songs」で2位、「Billboard Japan Hot Animation」で2位、「Billboard Japan Top Streaming Songs」で8位を獲得した。音楽配信チャートでも、moraの月間シングルランキングで11位、music.jpの週間シングルランキングで6位、月間シングルランキングで6位、レコチョクの週間シングルランキングで11位、月間シングルランキングで5位、ドワンゴジェイピーのシングル週間ランキングで2位、シングル月間ランキングで2位を獲得した。なお、moraの2019年上半期ランキングでは68位を、レコチョクの上半期ランキング2019では34位を獲得している。
さらに、「UNDER THE MOONLIGHT」はオリコンのデジタルシングルランキングでデイリー4位を獲得し、Billboard Japanの「Top Download Songs」で21位を獲得した。